# Byblis
Byblis (Byblis), česky též byblida, je rod hmyzožravých rostlin a jediný rod čeledi byblidovité (Byblidaceae) vyšších dvouděložných rostlin. Název tento rod získal podle mytické dívky Byblis, která se žalem z nenaplněné lásky k vlastnímu bratru proměnila ve fontánku slz (z toho důvodu je i rod byblis rodu ženského, nikoli mužského, jak je někdy mylně skloňován). 
Byblidy mají čárkovité listy pokryté žláznatými chlupy podobně jako např. rosnatky či rosnolist, kapičky vylučované tekutiny upomínají na slzy zmíněné mytické dívky. Květy jsou pětičetné, jednotlivé a zygomorfní, plodem je tobolka. Rod zahrnuje 7 druhů a je rozšířen v Austrálii a na Nové Guineji. Byblidy jsou pěstovány zejména pěstiteli masožravých rostlin.

## Popis
Byblidy jsou krátkověké nebo vytrvalé byliny až polokeře se střídavými čárkovitými listy bez palistů. Rostliny jsou pokryty žlaznatými chlupy zakončenými kapičkou lepu, na rozdíl od podobných rosnatek jsou však zcela nepohyblivé a jednodušší stavby (např. postrádají centrální tracheu).
Květy jsou jednotlivé, úžlabní, pětičetné, zbarvené růžovofialově až bělavé. Kališní i korunní lístky jsou krátce bazálně srostlé, uspořádané téměř pravidelně. Korunní lístky jsou na vrcholu celokrajné nebo třásnité. Pohlavní orgány jsou prohnuté, tyčinek je 5, jsou volné, přirostlé na bázi koruny nebo volné. Semeník je svrchní, srostlý ze 2 plodolistů, dvoupouzdrý, s jednou čnělkou nesoucí hlavatou bliznu. Placentace je axilární. Vajíček je 10 až mnoho v každém z pouzder. Plodem je lokulicidní tobolka.

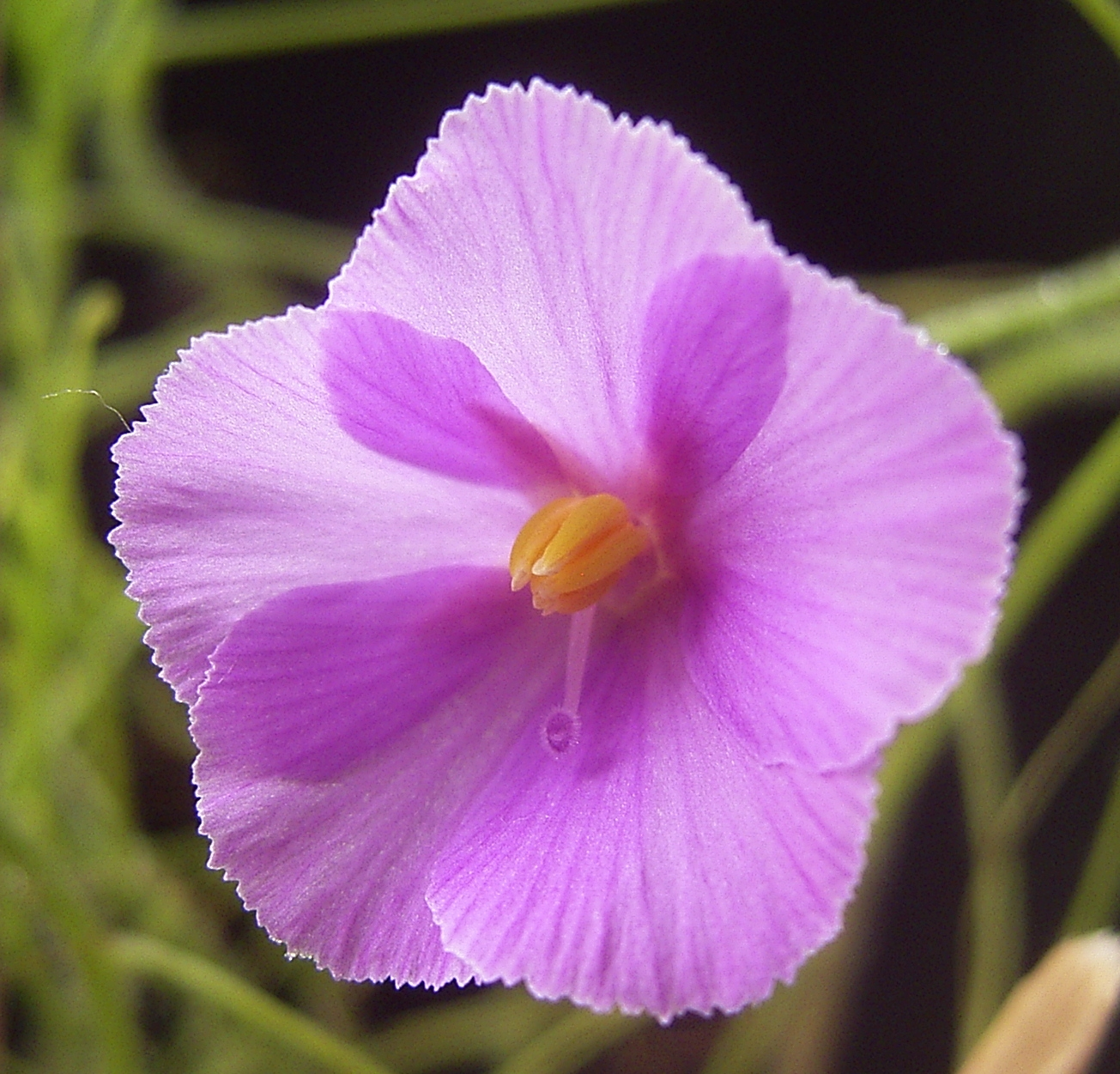
Květ Byblis filifolia
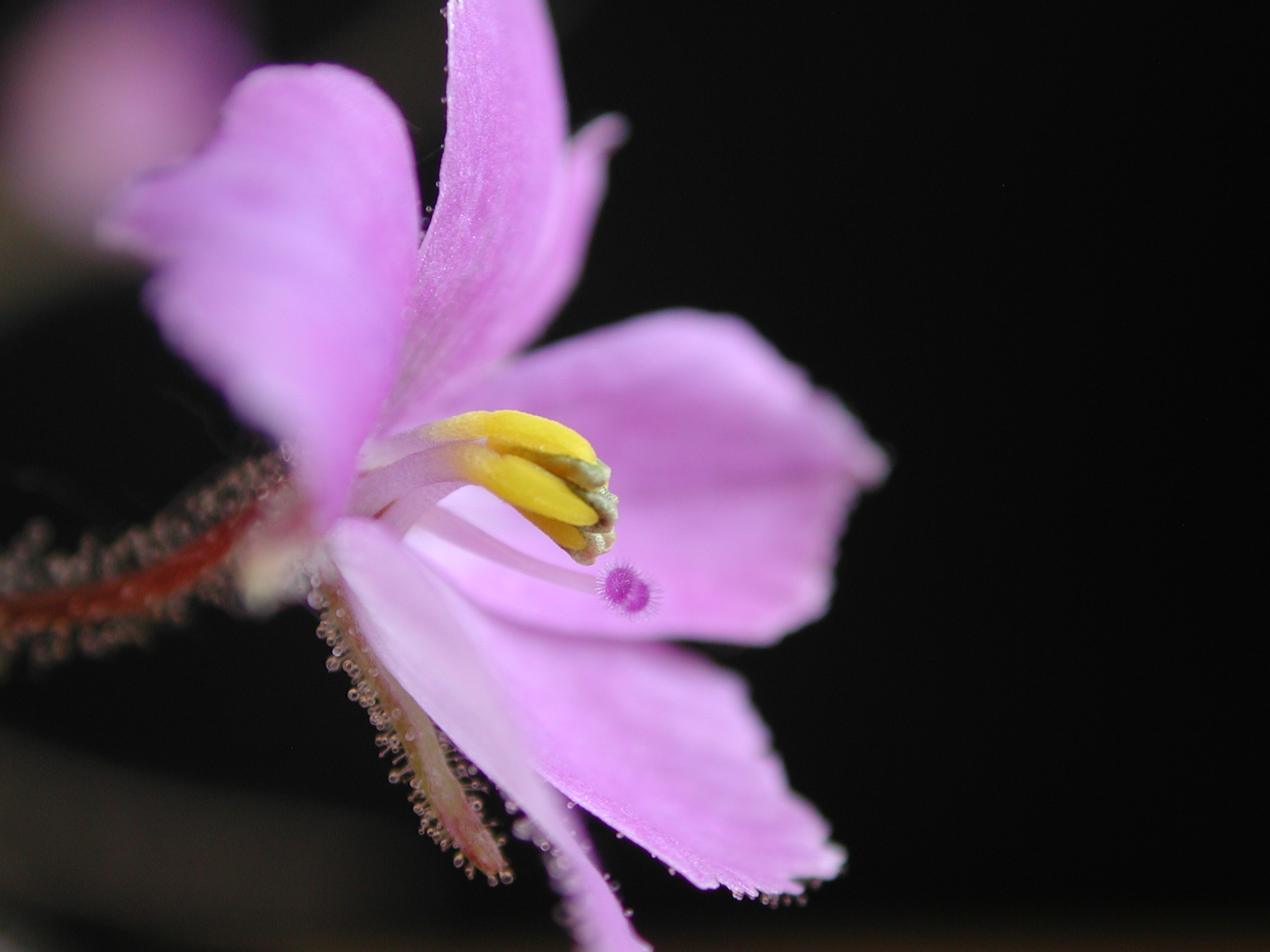
Květ Byblis filifolia z boční strany
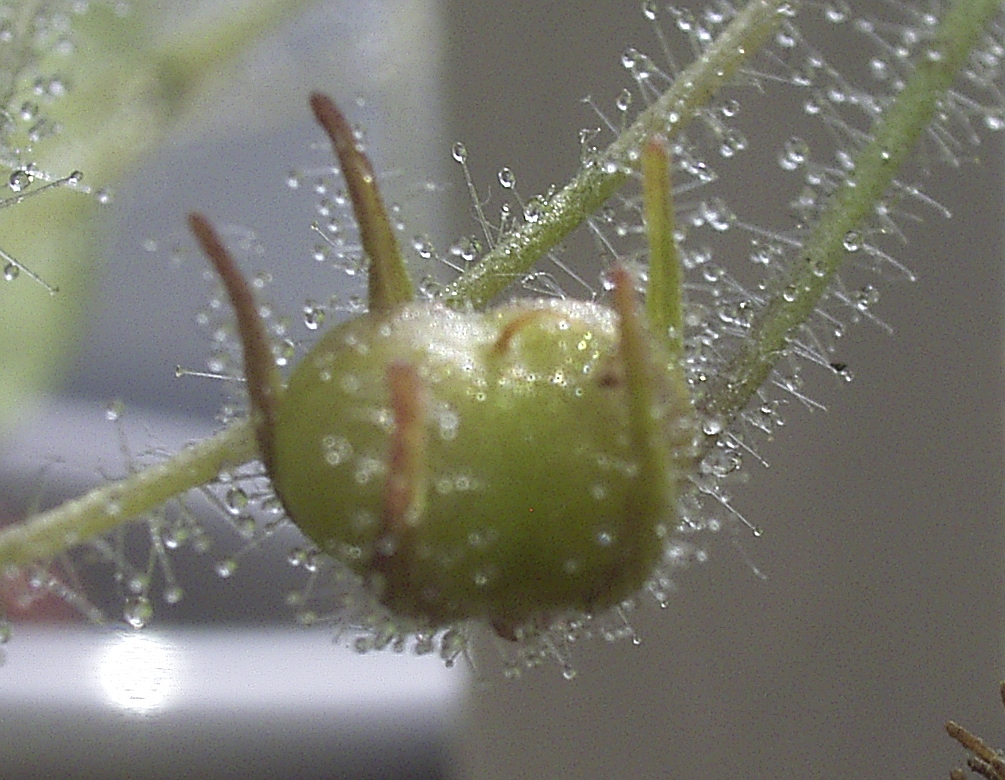
Žlaznaté chlupy a nezralá tobolka byblis lnokvěté
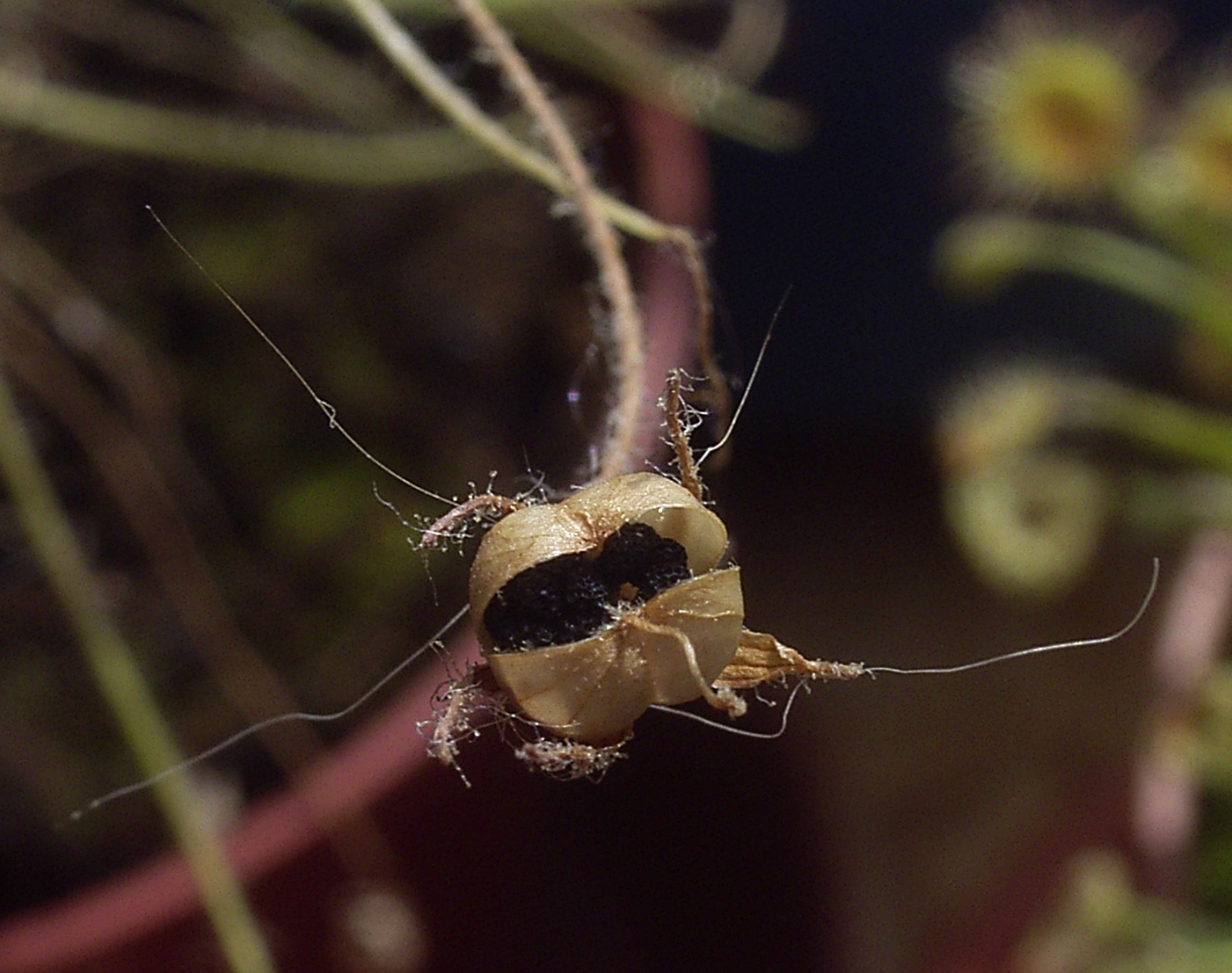
Otevřená tobolka byblis lnokvěté

## Ekologické interakce a hmyzožravost

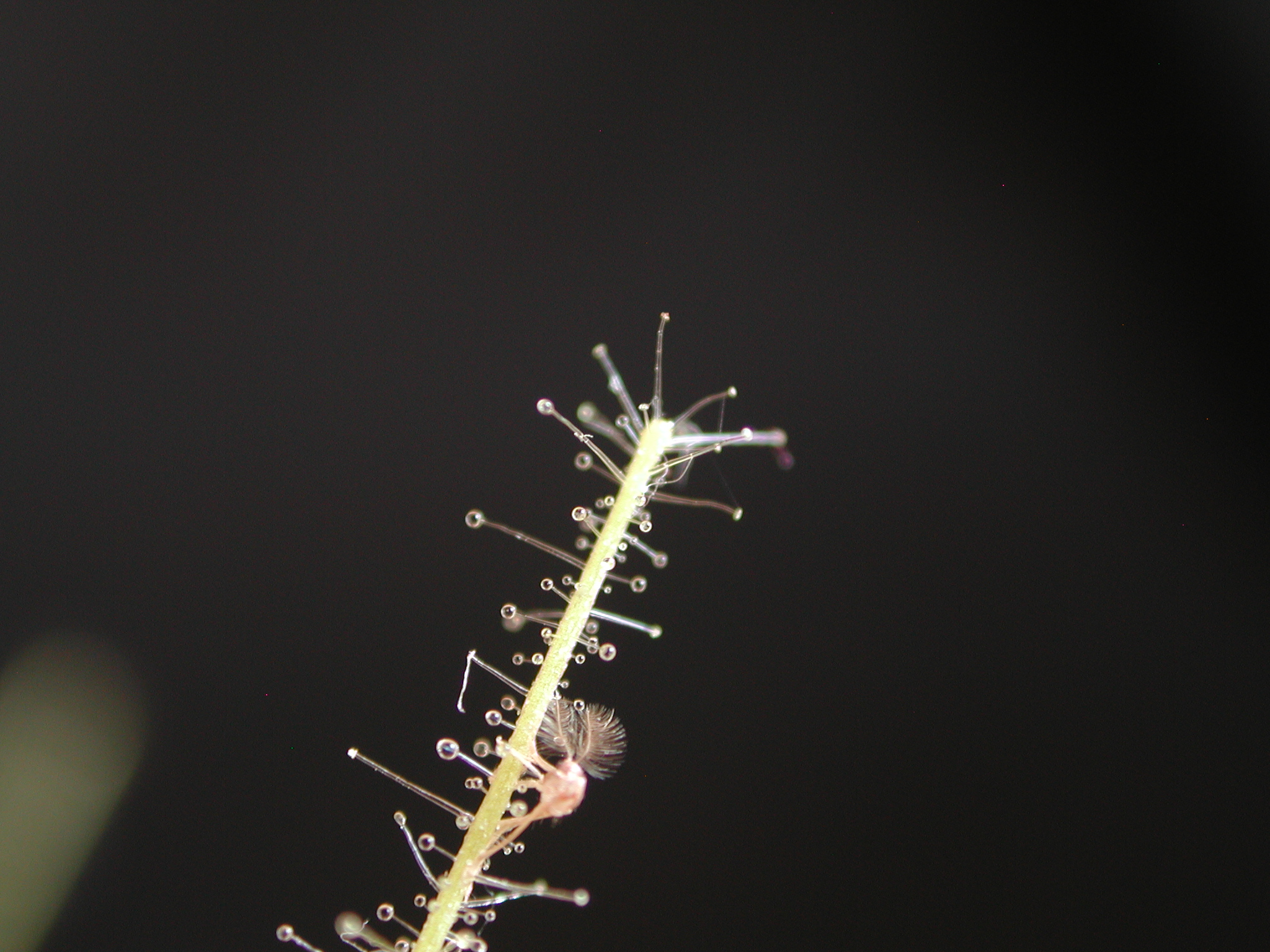
Detail žláznatých trichomů na listu Byblis filifolia

Listy byblid jsou podobně jako např. u rosnatek či rosnolistu opatřené drobnými žlázkami vylučujícími lepkavou tekutinu, na niž se zachycuje různý drobný hmyz, který je následně tráven prostřednictvím enzymů. Žlázky jsou stopkaté (žláznaté trichomy) i přisedlé a nacházejí se nejen na listech, ale i na stonku, květních stopkách a dokonce i na kališních lístcích. Trávení kořisti je poměrně rychlé a trvá asi 4 až 6 hodin.
V roce 2008 byla zjištěna pozoruhodná věc, a sice že byblis v průběhu kvetení pohybuje listy. Tento pohyb zajišťuje ztlustlá tkáň na bázi řapíku, nazývaná pulvinus. Když se otevírá nový květ, list pod ním se velmi pomalu skloní aby neohrozil přilétající opylovače. Po odkvětu se naopak sklání dlouhá stopka nesoucí květ, aby se vypadávající semena nepřilepila na lepkavé listy.
Květy byblid jsou opylovány zejména včelami.

## Rozšíření
Rod zahrnuje celkem 7 druhů. Je rozšířen v severní a západní Austrálii a je udáván i z Papuy Nové Guiney.
Byblidy rostou na různých stanovištích, obecně na sezónně vlhkých stanovištích a na březích a v korytech vodních toků, pobřežních mokřinách a podobně.
Byblis gigantea roste na sezónně vlhkých, písčito-rašelinných půdách v nízkých keřových společenstvech s dominancí různých druhů rodu balmín z čeledi myrtovité a různých zástupců čeledi lanovcovité (Restionaceae). Byblis lnokvětá se vyskytuje na písčitých, jílovitých i skeletovitých půdách na pískovcovém podloží.
Byblis guehoi se vyskytuje ve stromové savaně s dominancí akácie Acacia tumida, blahovičníků a korymbie Corymbia bella. Vegetační pokryv je tvořen nízkými polštářovitými trávami v mozaice s otevřenou písčitou půdou.
Byblis aquatica je druh periodicky zaplavovaných terénních depresí a břehů sladkovodních lagun, kde roste na písčitojílovitých půdách.
Byblis filifolia roste na písčitých půdách na stromových savanách, březích vodních toků a na písčitých a skeletovitých půdách na pískovcovém podloží.
Byblis rorida roste na červených píscích v akáciové stromové savaně, na žlutých píscích podél vodních toků i na kamenitých, lateritických a jílovitopísčitých, někdy i periodicky zaplavovaných půdách.

## Taxonomie
V minulosti byla čeleď byblidovité řazena do řádu růžotvaré (Rosales, Cronquist) nebo do blízkosti čeledí slizoplodovité (Pittosporaceae) a aralkovité (Araliaceae). Dahlgren) ji řadil do řádu slizoplodotvaré (Pittosporales), (Tachtadžjan) do samostatného řádu byblidotvaré (Byblidales) v rámci nadřádu Aralianae.
Nejblíže příbuznou skupinou je podle dnešní taxonomie čeleď puštičkovité (Linderniaceae).
V minulosti byly rozlišovány pouze 2, respektive 3 druhy rodu byblis: Byblis liniflora, typový druh popsaný v roce 1808, a Byblis gigantea, popsaná v roce 1839. Druh Byblis filifolia byl popsán v roce 1848, někteří taxonomové jej však jako samostatný druh neuznávali a byl veden jako poddruh byblis lnokvěté, Byblis liniflora subsp. occidentalis.
Taxonomická revize severoaustralských druhů Byblis vyšla v roce 1998 a byly v ní uvedeny celkem 4 druhy včetně nově popsaných druhů Byblis aquatica a Byblis rorida. V roce 2002 pak vyšla taxonomická revize druhů z australského jihozápadu, kde jsou uvedeny 2 druhy: Byblis gigantea a nově popsaný druh Byblis lamellata. Další druh byl popsán v roce 2008 ze západní Austrálie (Byblis guehoi).

## Zástupci
- byblis lnokvětá (Byblis liniflora)

## Význam

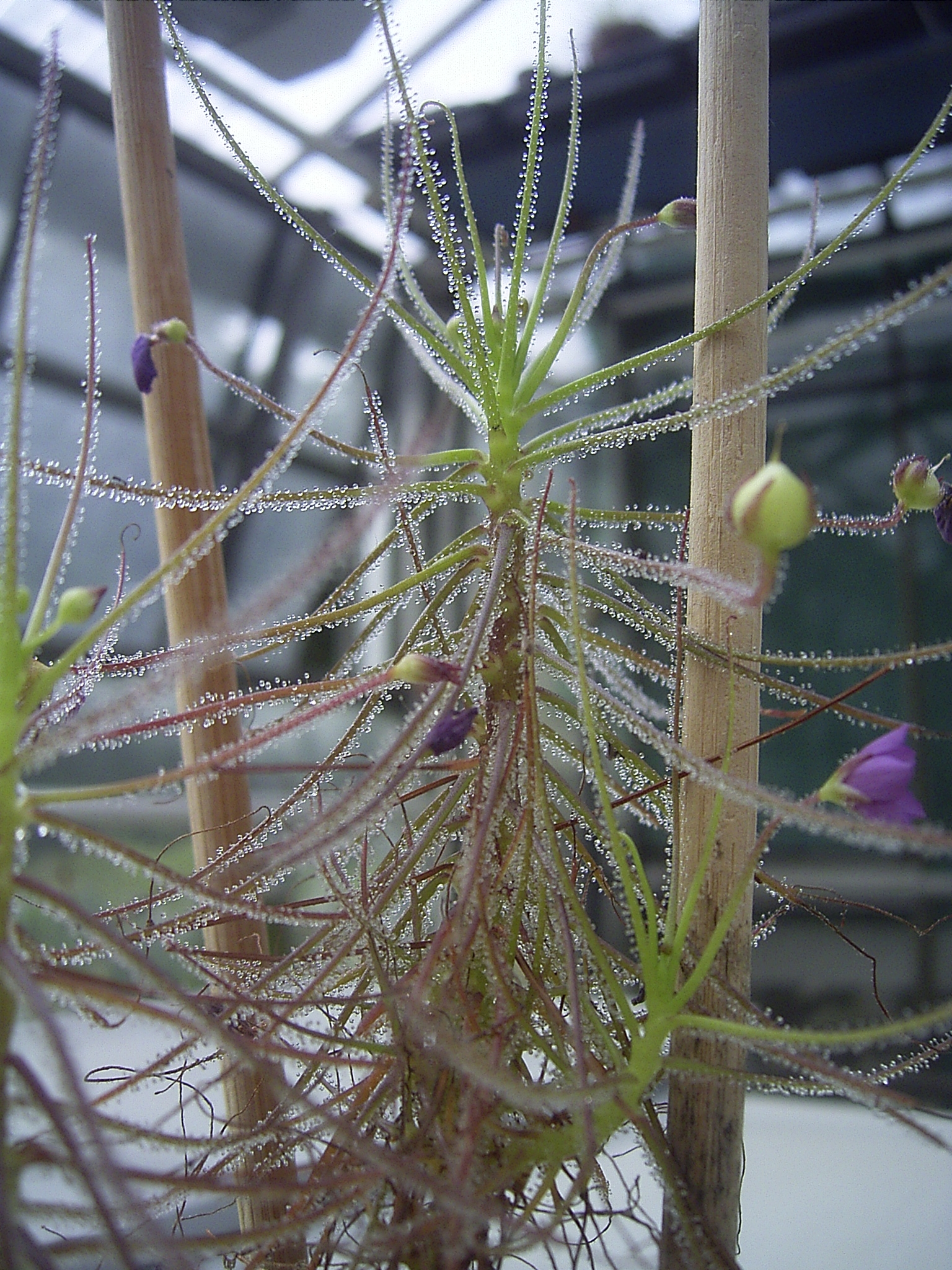
Byblis aquatica v kultuře

Některé druhy jsou pěstovány ve sbírkách masožravých rostlin a v botanických zahradách. Nejčastěji pěstovaným druhem je byblis lnokvětá.

## Pěstování
Byblis lnokvětá se pěstuje každoročně ze semen jako letnička. Semena se vysévají v lednu až únoru. Klíčí ochotně. Druh Byblis gigantea je vytrvalý, v zimním období omezuje růst a nezdřevnatělé části lodyhy odumírají. Na jaře je vhodné rostliny seříznout. Na rozdíl od předchozího druhu klíčí semena velmi neochotně a je třeba je stimulovat např.
přelitím vroucí vodou.

## Přehled druhů a jejich rozšíření
- Byblis aquatica – severní Austrálie v okolí města Darwin.
- Byblis filifolia – široce rozšířen v severozápadní a severní Austrálii.
- Byblis gigantea – jihozápadní Austrálie.
- Byblis guehoi – severozápadní Austrálie.
- Byblis lamellata – jihozápadní Austrálie.
- Byblis liniflora – druh s největším areálem, vyskytuje se v severní Austrálii od severu Západní Austrálie po Queensland a byl zaznamenán i na Nové Guineji.
- Byblis rorida – severozápadní Austrálie.[6][7][8]